# Batalla de Elementos
Batalla de Elementos es el segundo corto de la serie animada de televisión Avatar: la leyenda de Aang, el corto es realizado por los creadores de la serie pero no tiene relación ni efecto con la historia principal.

## Resumen
Es un día soleado y el grupo se encuentra jugando piedra-papel-tijera, en este caso con elementos, cuando cada uno saca su respectivo elemento, Sokka trata de improvisar sacando su mano con la forma de un búmeran, Aang inmediatamente le pregunta que qué es eso supuestamente, Sokka dice que es "bumeráng" y con la misma mano le pega en la frente a Aang, Aang dice: "¡Auch! Mi flecha". Toph hace tierra control para apoyar su brazo, se mete el dedo en la nariz y agrega que no cree que un búmeran sea un elemento y se saca una exagerada bola de mucosidad, Sokka "escucha" atentamente, Aang agrega que aunque fuera un elemento, nada es mejor que el aire, en esto saca una ventisca desde su brazo, Katara que estaba cerca de él termina con el cabello alborotado por la sacudida y dice que en realidad es mejor el agua, destapa su cantimplora y dice que todos en el mundo saben que el agua es el mejor elemento del mundo, Katara usa agua control y se la envía a Sokka quien terminaba de arreglarse una ceja, el agua lo atrapa, lo eleva y lo congela en un cubo de hielo rectangular, Katara realiza una técnica donde divide todos los segmentos incluyendo a Sokka, lo tira al piso, Katara sonríe y después vuelve a unir el hielo, incluyendo a Sokka, en lo que se descongela y termina mojado. Katara y Aang pegan los cachetes en señal de su furia, Toph agrega que se calmen, ya que ella piensa que el agua y el aire son elementos maravillosos, Aang y Katara se tranquilizan y sonríen por las palabras de Toph. Rápidamente Toph agrega que la tierra es capaz de vencer a esos débiles elementos combinados, Aang y Katara responden con furia, tanta que Katara toma por la cabeza a Aang y lo manda de un golpe al muro de piedra, agrega diciendo que porque cree que la tierra es mejor. Toph levantando el pie y chocándolo contra el piso dice: "¿Un maestro agua puede hacer esto?", realiza control tierra, Sokka es envestido por el control tierra, en esto Sokka entra en un juego parecido a un Pinball, controlado por Toph, Sokka termina en la boca de Appa, quien estaba durmiendo, Appa lo escupe y antes de caer al suelo es salvado por el control aire de Aang, Sokka le agradece y dice que está cansado que todos lo traten como cualquier cosa, antes de terminar de hablar, Aang le agarra la nariz y le lanza aire a presión a la boca, lo que causa que se infle y tome la forma de un globo y se va flotando, Sokka le dice a Aang que porque hizo eso y este le dice para que vean que el aire es el mejor elemento, después se desinfla con Appa y cae en el agua, Aang se ríe mientras que Katara y Toph se enojan, Sokka sale del agua con un pescado en la mano diciendo que ya basta de control, en esto aparece Zuko con su tío, en la cima de la pared de tierra y les dice que si eso es realmente Control, en eso katara se ponen los ojos en forma de corazón y dice "el pequeño Zuko se ve muy lindo", Zuko se enoja y toma su apariencia real por unos segundos diciendo que el no es lindo, Iroh lo tranquiliza, Zuko dice que les enseñará verdadero control, realiza fuego control y cae sobre el pescado de Sokka Zuko agrega que todos sabe que el Fuego es el mejor de todos. Toph lo reta a una competencia de elementos, Toph crea gigantescas montañas y desde una vista satelital, ha formado su cara con un corazón a la par. Momo y Appa la califican con 7.6 y un 8.2. Es el turno de Aang, crea una burbuja de aire donde salta en ella como trampolín y de un gran salto sale hacia la estratosfera, donde se devuelve realizando piruetas, cae en tierra y espera la calificación, Appa y Momo le dan un 6 y un 8, Aang les señala el cielo y se ve una gran flecha creada de nubes, lo que hizo que Momo volteara el número para que quedara como 9, Appa intentado ayudar hizo lo mismo, en esto se ve un volcán que acaba de eruptar y la lava sale con forma de dragón, encima de ella está Zuko, en ese momento, aparece Katara sobre una gigantesca ola y sonriendo dirige la ola a Zuko por lo que la serpiente de fuego quedó reducida a una figura en miniatura de piedra de un reptil, aparece Iroh diciendo que espera que hayan aprendido que todo elemento tiene sus fortalezas y debilidades, en esto dice rápida y fuertemente: "PERO EL FUEGO ES MEJOR". Iroh y Zuko salen corriendo.
- Datos: Q5722468